# Thaumalea pachystyla
Thaumalea pachystyla is een muggensoort uit de familie van de bronmuggen (Thaumaleidae). De wetenschappelijke naam van de soort is voor het eerst geldig gepubliceerd in 1977 door Vaillant.